# 黒赤ちゃん
黒赤ちゃん（くろあかちゃん）は日本の4人組ポップスバンドである。2007年ソニーレコードよりメジャーデビュー。

## メンバー
- 松野恭平（1983年9月1日 - ）ボーカル・ギター。東京都出身
- 乾英明（1981年7月2日 - ）ギター・ボーカル。岐阜県岐阜市出身
- 矢澤賢太郎（1978年12月18日 - ）ベース・コーラス。長野県飯田市出身
- CHABO（1978年11月13日 - ）ドラム・パーカッション・コーラス。群馬県高崎市出身

## 来歴
1999年
吉祥寺で路上ライブを行っていた松野恭平の前を、上京したての乾英明が偶然通りかかる。意気投合し、松野恭平（Ba , Vo）と乾英明（Gt）を中心に3人組のパンクバンド「黒赤ちゃん」を結成。吉祥寺を中心にライブ活動を開始する。
2001年
メンバーの脱退を経て、松野恭平と乾英明の二人が残る。松野恭平（Ag , Vo）乾英明（Ag , Vo）に編成を変更し、アコースティックユニット「黒赤ちゃん」として活動を始める。現在の黒赤ちゃんのルーツとなる音楽を作り始める。
2002年
自主制作で『くろあこーすてぃっく』を発表。 これがきっかけとなり、くるりのラジオ番組“OH　MY　RADIO”で放送。女の子向けファッション誌“mina”掲載。BAY　FM“ベイサイドフリーウェイ”でオンエアされる。また、この頃からサポートミュージシャンを迎え、バンド編成でのライブ活動を再開する。
2003年
ノンフィクションライター今一生(“生きちゃってるし、死なないし”“酒鬼薔薇聖斗への手紙”著)企画の『酒鬼薔薇聖斗カウントダウンイベント』に招かれる。その後、最後の自主製作とし『夢の果て』というアート色の濃い作品を発表し、FMやカルチャー誌で特集される。
2003年-2005年
Dr〝CHABO〟とBa〝矢澤賢太郎〟を正式メンバーとして迎え2005年3月Root Musicより1st mini Album 『海をとびこえる作戦』をリリースし、東京ワンマン公演SOLD OUT、 『Daiki-sound セールスランキング』にランクインなど“ひねくれPOP”の旗手として話題になる。全国ツアー開始。森園勝敏（ex四人囃子）の前座を務める。リリースの際、西岡たかし（五つの赤い風船）よりコメントが寄せられている。2005年11月名古屋では初のワンマンライブを行う。
2007年
2007年3月Sony Music Group“ヴィレッジミュージック内Green Drop Label”よりMajor Debut 1st Album「少年ユニヴァースの地球儀」をリリース。ワンマンライブを東京吉祥寺スターパインズカフェ、名古屋ボトムラインの2箇所で開催。
リリースの際、安藤まさひろ（T-SQUARE）、サエキけんぞう、佐々木健太郎（アナログフィッシュ）、森忠明、今一生、他よりコメントが寄せられている。
"少年ユニヴァースの地球儀"全国ツアー敢行。FUNKY MONKEY BABYS、Metis、Superflyらと共演。　
渋谷クロコダイルで「真夏のワンマンライブ」開催。　
映画『耳をすませば』の舞台となった聖蹟桜ヶ丘の街並を歌った「ロータリークッキー」を発表したことがきっかけとなり「第3回せいせきハートフルコンサート～耳をすませば～」に出演し、本名陽子のバックバンドを務める。
渋谷クロコダイルで「ミステリアスな忘年会」と題したワンマンライブを行う。
2008年
名古屋パラダイスカフェ21、長野キャンバスの2箇所でワンマンライブを行う。
堂島孝平企画ライブイベント「サモ・タノシゲーナ」出演。
名古屋TOKUZO、高円寺SHOWBOATでワンマンライブを行なう。
2009年
2009年6月ライトハウスレコーズより1st Single「街は今日もにぎやか」をリリース。五十嵐公太(ex JUDY AND MARY)、佐久間正英のコメントが帯に掲載された他、堂島孝平、西岡たかし、南々井梢よりコメントが寄せられている。リリース同日、表参道FABでワンマンライブ開催。全国ツアー敢行。
12月、吉祥寺GBにて、伝説の２マンライブを行う。矢澤賢太郎脱退。
2010年
2010年2月6日、「前向きな模索」を宣言し、活動を休止。
2010年6月4日、ボーカルの松野恭平が、Tokyo Common Senseとしてソロ活動を開始。

## ディスコグラフィー

### 自主制作
1. くろあこーすてぃっく
2. 夢の果て

### ミニアルバム
1. 海をとびこえる作戦（2005年3月23日）
  1. クリシェ
  2. レスモンティー
  3. 朱の月
  4. 落葉船
  5. 世界の色

### アルバム
1. 少年ユニヴァースの地球儀（2007年3月21日）島田昌典プロデュース
  1. 茜色
  2. 地球儀
  3. 恐竜になった少年
  4. 彗星の絵
  5. magic
  6. ロータリークッキー
  7. 僕を壊して
  8. ラブコメディ
  9. マイホームブルース(帰り道のBGM)
  10. 少年宇宙旅行

### シングル
1. 街は今日もにぎやか（2009年6月5日）六川正彦プロデュース
  1. 街は今日もにぎやか
  2. 風邪引きの恋人
  3. 大木

## DogP
DogPは、松野恭平と乾英明による音楽プロデュースユニット。

### 作品

#### 楽曲提供
- バンドじゃないもん!「結構なお点前で」（2017年、アルバム『完ペキ主義なセカイにふかんぜんな音楽を♥』収録） - 作詞・作曲・編曲・プロデュース
- 超特急「My Buddy」（2017年、フジテレビ系『警視庁いきもの係』主題歌） - 作曲/共編曲
- アイドルカレッジ「ハイ！ハイ!ハイジャンプ（Team C）」（2017年、シングル「Wonderful Story」収録） - 作詞・作曲・編曲・プロデュース
- 先導アイチ（CV：代永翼）&櫂トシキ（CV：佐藤拓也）「GIFT from THE FIGHT!!」（2018年、テレビ東京系『カードファイト!! ヴァンガード』EDテーマ） - 作曲
- Ange☆Reve「Angel Sign」（2018年、シングル「イトシラブ」収録） - 作詞・作曲・編曲・プロデュース
- バンドじゃないもん!MAXX NAKAYOSHI「ナナコロ!」（2019年、アルバム『NO LIMIT』収録） - 作詞・作曲・編曲・プロデュース
- DAN⇄JYO「Boys&Girls」（2019年、シングル「独DANJYO」収録） - 作詞・作曲・編曲・プロデュース
- サニーサイドアップ「おちゃのこサニサイ」「サイリウム・プラネット」「ただいまミライ」（2019年、NHK総合『だから私は推しました』劇中曲） - 作詞・作曲・編曲
- つぼみ大革命「笑DNA」（2019年、シングル「笑DNA」収録）（2019年、TBSテレビ系『プレバト!!』EDテーマ） - 共作詞・作曲・編曲
- つぼみ大革命「恋愛ランチ」（2020年、シングル「恋愛ランチ」収録）（2020年、日本テレビ系『ランチ合コン探偵』主題歌） - 共作詞・作曲・編曲
- つぼみ大革命「ノーテンキパラダイス」（2020年、シングル「逆襲のYEAH!」収録）（2020年、関西テレビ『やすとも・友近のキメツケ!』EDテーマ） - 共作詞・作曲・編曲
- つぼみ大革命「Viva!人類」（2021年、アルバム「最強つぼみDX」収録）（2021年、フジテレビ『土曜はナニする!?』EDテーマ） - 共作詞・作曲・編曲
- つぼみ大革命「スタートライン」（2022年、ミニアルバム「GOCHAMAZE」収録）（2022年、日本テレビ『にけつッ!!』EDテーマ） - 共作詞・作曲・編曲
- 瀬名ちひろ「ばず らいふ イヤー！」（2024年、シングル「ばず らいふ イヤー！」収録）-　共作詞・作曲